# Taruia Krainer
Taruia Krainer, né le 1er juin 1991 à Papeete sur l'île de Tahiti, est un coureur cycliste français. En août 2014, ainsi qu'en 2015, il est stagiaire au sein de l'équipe Europcar.

## Biographie
Taruia Krainer naît le 1er juin 1991 à Papeete sur l'île de Tahiti, en Polynésie Française.
Membre de l'UC Briochine de 2009 à 2011, il entre en 2012 dans l'équipe Vendée U. Il effectue un stage chez Europcar d'août à décembre 2014. Cette expérience est renouvelée l'année suivante. Néanmoins, il ne fait pas partie des quatre néo-pros (Lilian Calmejane, Romain Cardis, Jérémy Cornu et Fabien Grellier) issus de Vendée U rejoignant Jean-René Bernaudeau et la future équipe Direct Énergie pour la saison 2016.

## Palmarès et classements mondiaux

### Palmarès sur route
- 2008
  - 2e du Tour du Morbihan Juniors
- 2010
  - 9e étape du Tour de l'Amitié de Tahiti
- 2012
  - Paris-Tours espoirs
  - Tour de l'Amitié de Tahiti
    - Classement général
    - 1re et 6eb (contre-la-montre) étapes

  - 2e des Boucles de la Loire
- 2013
  - Souvenir Vincent-Moreau
  - 2e de Nantes-Riaillé
- 2014
  - Tour de la Région du Lion d'Angers
  - Souvenir Vincent-Moreau
  - 3e étape du Tour d'Eure-et-Loir (contre-la-montre par équipes)
  - 1re étape du Tour Nivernais Morvan (contre-la-montre par équipes)
  - 2e étape du Grand Prix cycliste de Machecoul (contre-la-montre par équipes)
  - 2e du Grand Prix cycliste de Machecoul
- 2015
  - 2e étape du Tour Nivernais Morvan (contre-la-montre par équipes)
  - Souvenir Vincent-Moreau
  - Prix de Notre-Dame-de-Monts
  - Tour de Nouvelle-Calédonie
    - Classement général
    - 4e et 8e étapes

  - 2e du Tour Nivernais Morvan
  - 2e de la Classique Champagne-Ardenne
  - 2e du Circuit des Plages Vendéennes - étape Nieul le Dolent
  - 3e du Circuit des Vignes
- 2016
  - 2e étape du Tour d'Eure-et-Loir (contre-la-montre par équipes)
  - 1re étape du Tour Nivernais Morvan (contre-la-montre par équipes)
  - 3e, 5ea et 9e étapes du Tour de Nouvelle-Calédonie
  - 2e de La Suisse Vendéenne
  - 3e du Circuit des Deux Provinces
- 2017
  - Grand Prix de la Chapelle-sur-Erdre
  - Souvenir Vincent-Moreau
  - Prix Marcel-Bergereau
  - Circuit des Deux Provinces
  - 2e de la Ronde mayennaise
  - 2e du championnat de France des Outre-Mer
  - 3e du Grand Prix de Saint Michel de Chavaignes
  - 3e de l'Estivale bretonne
  - 3e du Grand Prix de Blangy-sur-Bresle
- 2018
  - Classement général des Trois Jours de Cherbourg
  - Tour Tahiti Nui
    - Classement général
    - 2e, 4e et 5eb étapes

  - 3e d'Entre Brenne et Montmorillonnais
- 2019
  - 6e étape du Tour Tahiti Nui

## Classements mondiaux
| Année           | 2012 | 2013 | 2014 | 2015   |
| --------------- | ---- | ---- | ---- | ------ |
| UCI Europe Tour | 345e | nc   | 773e | 1 100e |